# Dragging Canoe
Dragging Canoe (c. 1733 – 1er mars 1792) est un chef de guerre cherokee. Fils d'Attacullaculla, il s'inquiète dès le milieu des années 1770 de l'installation de colons sur leurs terres. En 1776, Dragging Canoe voit dans le déclenchement de la guerre d'indépendance des États-Unis une occasion de les repousser et conduit de nombreux raids contre les Blancs jusqu'à sa mort.